# Inconsolable
"Inconsolable" là đĩa đơn đầu tiên của Backstreet Boys từ album phòng thu thứ sáu của họ Unbreakable. Ca khúc được sáng tác và sản xuất bởi Emanuel Kiriakou và đồng sáng tác bởi Lindy Robbins và Jess Cates.

## Video âm nhạc
Video âm nhạc do Ray Kay đạo diễn, quay ở Venice Beach, California.

## Danh sách track
UK CD1
1. "Inconsolable" (Bản album) - 3:36
2. "Close My Eyes" - 4:06

UK CD2
1. "Inconsolable" (Bản album) - 3:36
2. "Inconsolable" (Jason Nevins Remix) - 4:14
3. "Inconsolable" (Soul Seekerz Remix) - 5:49
4. "Inconsolable" (Eazy Remix) - 6:08
5. "Inconsolable" (Video) - 3:43

## Xếp hạng
| Bảng xếp hạng (2007)               | Vị trí cao nhất |
| ---------------------------------- | --------------- |
| ARIA Singles Chart                 | 43              |
| Canadian Hot 100                   | 68              |
| Italian Singles Chart              | 2               |
| Japan Oricon Singles Chart         | 3               |
| Russian Singles Chart              | 24              |
| Swedish Singles Chart              | 22              |
| UK Singles Chart                   | 24              |
| U.S. Billboard Hot 100             | 86              |
| U.S. Billboard Adult Top 40        | 34              |
| U.S. Hot Adult Contemporary Tracks | 21              |
| U.S. Pop 100                       | 53              |